# 草原狒狒
草原狒狒（學名：Papio cynocephalus），又名黃狒狒，是一種棲息於舊世界的猿猴，其種名「cynocephalus」原意為「狗頭」，源自於牠們類似於犬科的口鼻部及頭部。草原狒狒具有瘦長的身體及長四肢，毛呈黃褐色（但是因區域不同而有所差異），外表類似於豚尾狒狒，但具有較小的體型及較短的口鼻部。草原狒狒的面部無毛，呈黑色，兩側具有白色的鬢毛。雄性體長可達84 cm（33英寸）、雌性則可達60 cm（24英寸），並具有幾乎與身體一樣長的尾巴。野生草原狒狒的壽命約為15-20歲，少數個體則能活到30歲。並無特定繁殖季節，懷孕期6個月，每胎產一仔。繁殖季時，母猴的臀部會發紅，作為發情期的象徵。共有32顆臼齒和犬齒。
草原狒狒主要分布於安哥拉、剛果、剛果民主共和國、肯亞、衣索比亞、馬拉威、莫三比克、索馬利亞、坦尚尼亞及尚比亞等地的草原及林緣地帶，是陸棲的日行性動物。牠們為雜食性，以果實、草、種子、球根、樹葉、樹皮、花、真菌、昆蟲、小型脊椎動物，甚至是羚羊屍體和紅鸛為食。基本上所有狒狒都是高度的機會主義者，會吃掉任何牠們找到的食物。
草原狒狒主要以8至200頭個體為生活單位群居。能透過至少十種不同的聲音與彼此進行溝通，當群體行動時會由雄性領頭，雌性與幼年個體位於中央，較弱勢的雄性則位於群體後方。牠們的群體具有相當嚴密的社會組織，有些亞種甚至發展出能避免階級對抗或報復的行為。例如：雄性個體在嘗試接近其他雄性個體時，會先將幼年個體懷抱於懷中，這個行為能有效減少另一頭雄性個體的敵意。
草原狒狒在牠們的生態系中有十分重要的生態位 ，不只是作為較大型掠食者的食物，也會透過糞便散佈植物的種子，並會獵殺其他體型更小的動物，進而控制牠們的數量。此外牠們也能在有人類棲息的地區生存，為非洲最為成功的非洲靈長類之一，數量並沒有受到明顯威脅。然而，這也導致牠們在很多地區被人類視為害獸，因為牠們會去啃食農作物並攻擊家畜。
草原狒狒具有三個亞種：
- Papio cynocephalus cynocephalus
- Papio cynocephalus ibeanus
- Papio cynocephalus kindae

## 圖庫

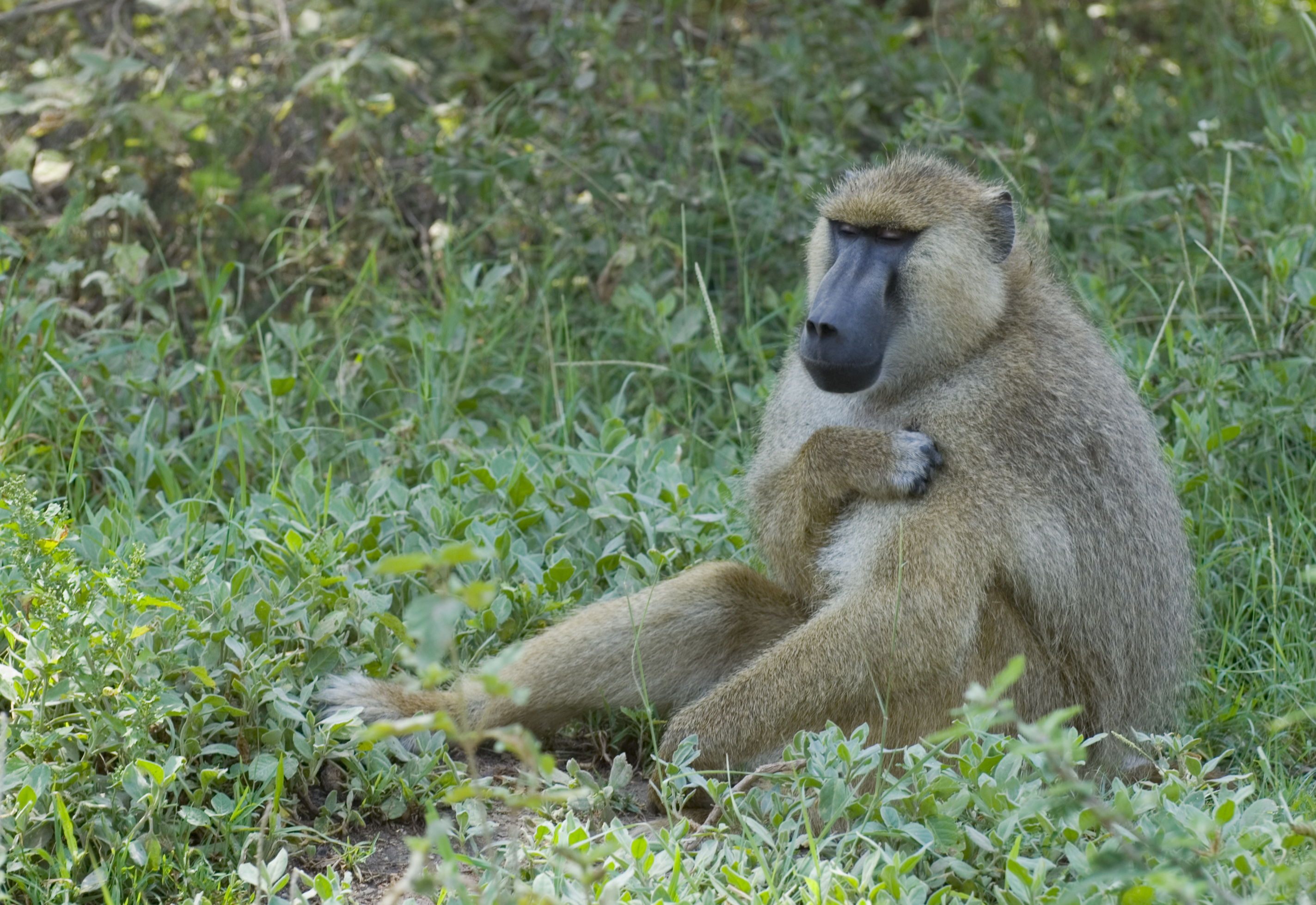
安博塞利國家公園
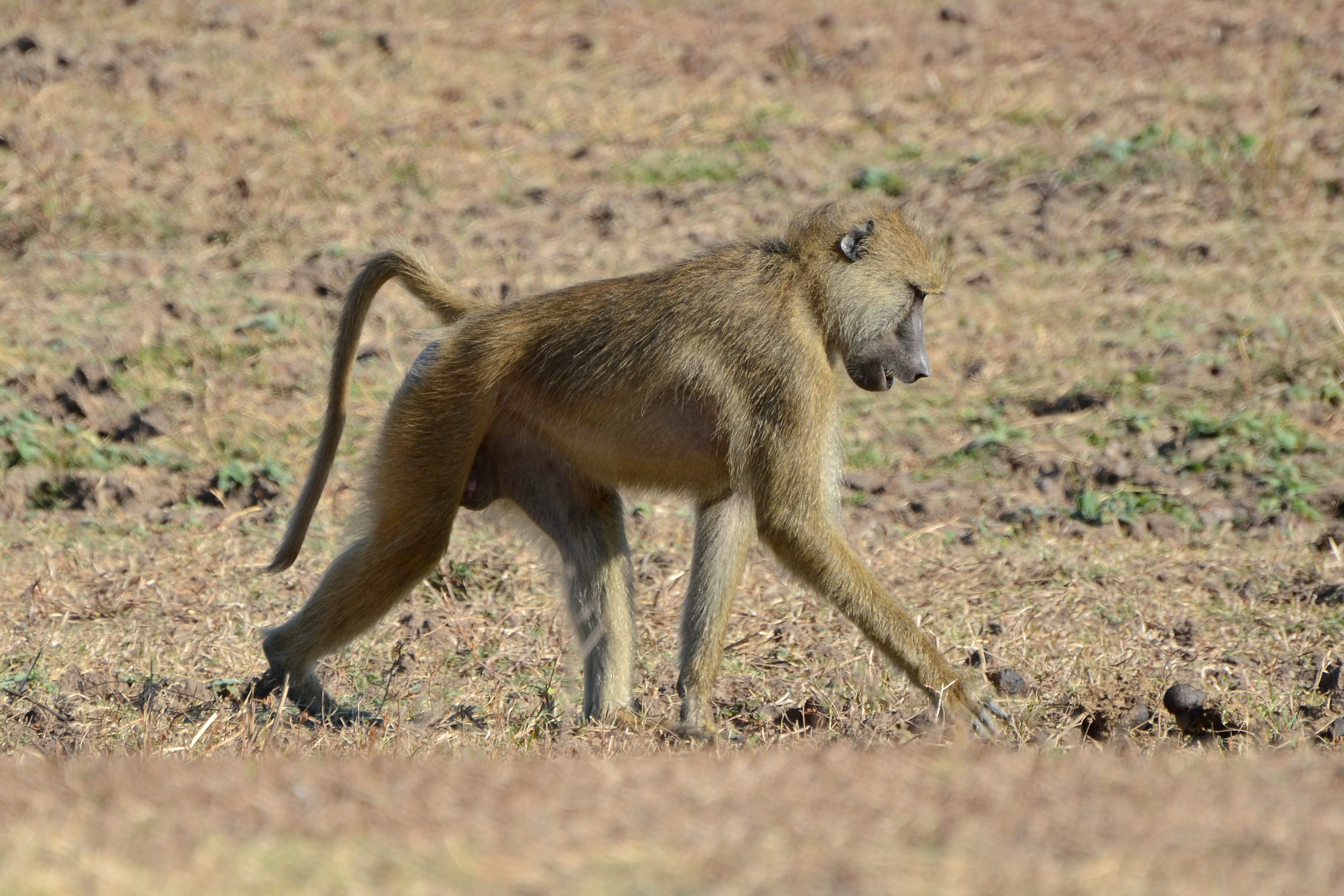
南盧安瓜國家公園
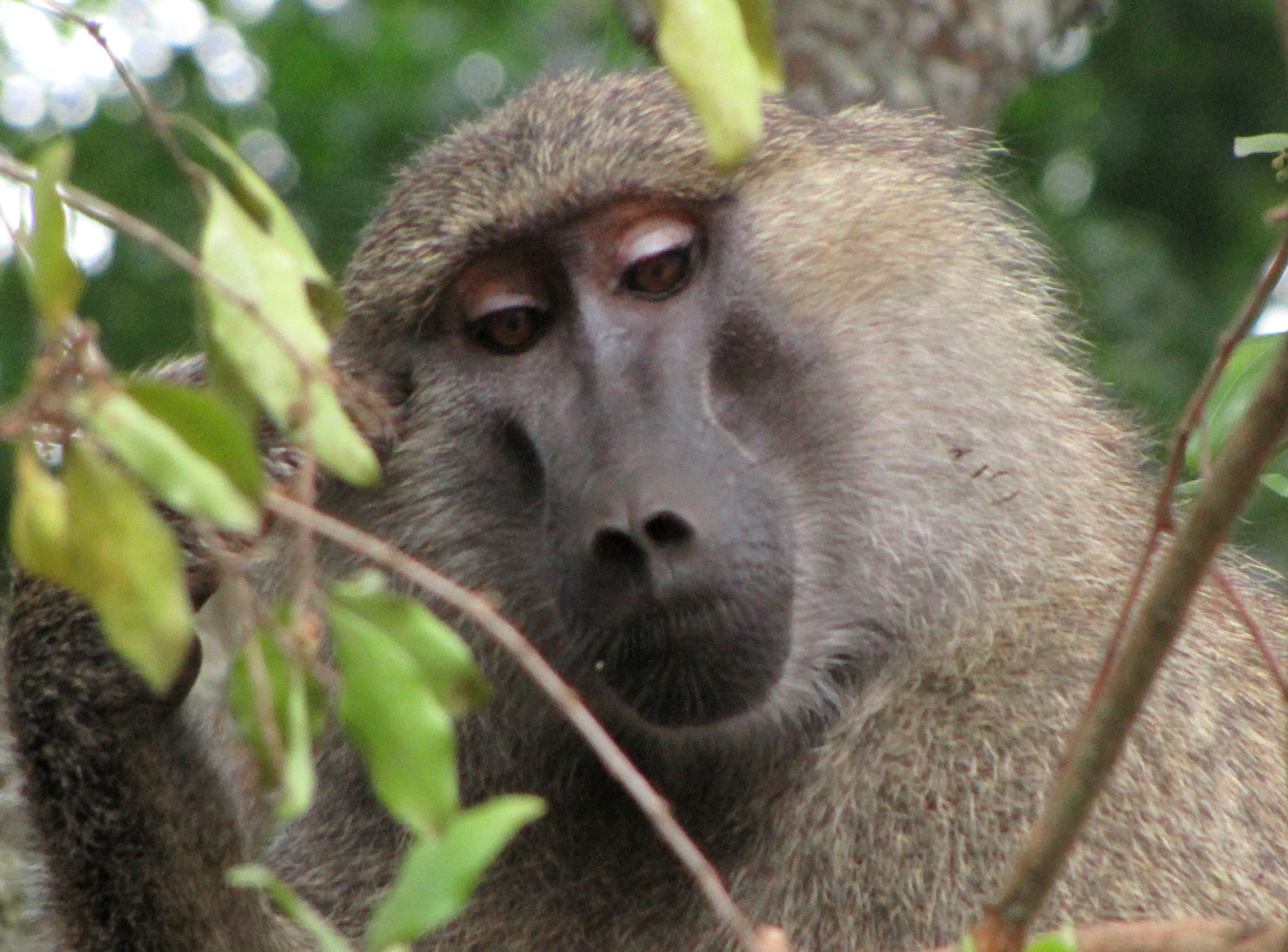
塞倫蓋提國家公園

## 外部連結
- Primate Info Net Papio cynocephalus Factsheet （页面存档备份，存于）
- Animal Bytes （页面存档备份，存于）